# ریوونیا
ریوونیا (به لاتین: Rivonia) یک شهرک در آفریقای جنوبی است که در Cخائوتنگ واقع شده‌است. ریوونیا ۰٫۹۵ کیلومتر مربع مساحت و ۱٬۲۹۵ نفر جمعیت دارد.